# 沙沙·麥斯
沙沙·麥斯(Saša Mus，1986年7月19日—)，生於克羅地亞斯拉沃尼亞布羅德，已退役克羅地亞足球運動員，司職後衛，曾效力於香港甲組足球聯賽愉園，2014年12月因假波案罪名成立被判囚1年，其後於2015年6月30日被香港足球總會判罰終身停賽。